# 馬祖里
馬祖里（波蘭語：Mazury，發音：[maˈzurɨ] ⓘ；馬祖里方言：Mazurÿ，發音：[maˈzuːʁən] ⓘ）是位於波蘭東北部的一個地區。馬祖里地區以多湖泊而著稱，擁有超過2000个湖泊。在歷史上這裡曾經是東普魯士的一部分，屬東普魯士省阿倫施泰因行政區管轄。現在在行政區劃上馬祖里屬於瓦爾米亞-馬祖里省管轄。馬祖里的面積約有10000平方公里。

## 外部連結
- Tourist information （页面存档备份，存于）  (Polish)
- Mazury （页面存档备份，存于） (Polish)
- Mazury （页面存档备份，存于） (Polish)
- Masuren （页面存档备份，存于） (German)
- Natural tourism (birdwatching) in NE Poland
- Topographical maps 1:50 000
- Mazury （页面存档备份，存于） - Poland - canoeing information (Polish)
- Masuren （页面存档备份，存于） - Poland - canoeing information (German)
- Masuren （页面存档备份，存于） - canoeing (German)
- Masuria  （页面存档备份，存于） - Poland - canoeing information (English)
- Mazury  (Polish)

53°52′02″N 20°42′10″E / 53.86711°N 20.70279°E